# Дрвар
Дрва́р (босн.  и хорв. Drvar, серб. Дрвар) — город на западе Боснии и Герцеговины, в Кантоне 10 Федерации Боснии и Герцеговины. Расположен недалеко от границы с Хорватией, на реке Унац.
По переписи населения 1991 года в городе проживало 8053 человека, по оценкам на 2007 год — 6806 человек.

## История
Во время Второй мировой войны Дрвар стал в мае 1944 года местом проведения операции немецких войск «Ход конём», представлявшей собой массированную выброску парашютистов-диверсантов с целью захвата в плен или уничтожения высшего руководства Народно-освободительной армии Югославии во главе с Иосипом Броз Тито.
После распада Югославии Дрвар попал под контроль провозгласившей свою независимость от Боснии и Герцеговины Республики Сербской. В 1995 году, во время Югославских войн 1990-х годов, город был взят хорватской армией; сербское население, не пожелавшее оставаться под властью противников, покинуло его.

## Население
В 1991 году в городе проживали 8053 человека, из которых 7693 были сербы, 259 — югославы.
По оценкам ООН на 2007 год население Дрвара составляет 6806 человек, из которых 6 759 (99,31 %) — сербы.

## Города-побратимы
- Рованиеми, Финляндия